# 藤岡町部屋
藤岡町部屋（ふじおかまちへや）は、栃木県栃木市の大字。郵便番号は329-0315。 
　

## 地理
栃木市の南部、藤岡地域の東部、部屋地区に位置している。北部に巴波川が流れ、南部の一部は渡良瀬遊水地となっている。東は小山市大字寒川、南は藤岡町新波・小山市大字白鳥・下生井、西は藤岡町内野・藤岡町石川・藤岡町帯刀・藤岡町西前原、北は藤岡町蛭沼・藤岡町緑川とそれぞれ接している。

### 河川
- 巴波川

### 湖沼・湿地
- 渡良瀬遊水地

## 歴史

### 沿革
- 1889年（明治22年）4月1日 - 町村制施行により、下都賀郡の部屋村、緑川村、新波村、蛭沼村、富吉村、中根村、西前原村、帯刀新田、石川新田が合併し下都賀郡部屋村が成立、部屋村大字部屋となる。
- 1955年（昭和30年）3月31日 - 部屋村が藤岡町（旧）、三鴨村、赤麻村と合併し下都賀郡藤岡町（新）が成立、藤岡町大字部屋となる。
- 2010年（平成22年）3月29日 - 藤岡町が栃木市（旧）、大平町、都賀町と合併し栃木市（新）が成立。同時に地域自治区「藤岡町」が設置され、栃木市藤岡町部屋となる。

## 世帯数と人口
2017年（平成29年）8月31日現在の世帯数と人口は以下の通りである。
| 大字       | 世帯数  | 人口  |
| ---------- | ------- | ----- |
| 藤岡町部屋 | 207世帯 | 682人 |

## 交通

### 道路
- 栃木県道50号藤岡乙女線

## 施設
- 栃木市役所部屋出張所
- 栃木市立部屋小学校

## 小・中学校の学区
市立小・中学校に通う場合、学区は以下の通りとなる。
|      | 小学校             | 中学校                 |
| ---- | ------------------ | ---------------------- |
| 全域 | 栃木市立部屋小学校 | 栃木市立藤岡第二中学校 |